# شهرستان هالتن
شهرستان هالتن (به انگلیسی: Regional Municipality of Halton) یک منطقهٔ مسکونی در کانادا است که در انتاریو واقع شده‌است. شهرستان هالتن ۵۴۸٬۴۳۵ نفر جمعیت دارد.